# Marcin Kierwiński
Marcin Kierwiński, né le 22 août 1976 à Varsovie, est un homme politique et administrateur polonais.
Il est vice-maréchal de la voïvodie de Mazovie pour les IIIe et IVe mandats (2010-2011), député à la Diète de la République de Pologne pour les VIIe, VIIIe, IXe et Xe législatures (2011-2024), député au Parlement européen pour la Xe législature (2024), secrétaire d'État à la Chancellerie du Premier ministre et chef de cabinet de la Première ministre Ewa Kopacz (2015), ministre de l'Intérieur et de l'Administration dans le troisième gouvernement de Donald Tusk (2023-2024), ministre sans portefeuille (2024-2025) et de nouveau ministre de l'Intérieur et de l'Administration depuis 2025.

## Biographie
Il est le fils d'Andrzej Kierwiński, officier de l'armée populaire polonaise, puis des forces armées de la République de Pologne. Il termine ses études à la Faculté d'électronique et de techniques de l'information (en 2001) ainsi qu'à la Faculté de génie de la production de l'Université polytechnique de Varsovie (en 2002). En 2003, il est diplômé d’études postuniversitaires à l’Institut ORGMASZ. La même année, il commence un doctorat en gestion et transfert de technologie à l'Université polytechnique de Varsovie. Entre 2000 et 2007, il travaille chez PZL Warszawa-Okęcie, et en 2007, il devient vice-président du conseil d'administration d'IF Max-Film. Entre 2007 et 2010, il est vice-président du conseil d'administration de l'aéroport de Varsovie-Modlin, entreprise appartenant à l'administration régionale de Mazovie.
À la fin des années 1990, il rejoint le Mouvement social AWS, puis, pendant quelques mois, il est membre du Parti conservateur-populaire. En 2001, il rejoint la Plateforme civique. En 2002, il se présente sans succès au conseil municipal de Mokotów, un arrondissement de Varsovie. De 2005 à 2010, il est président de la branche de la Plateforme civique à Wilanów, avant de prendre la tête de celle d'Ursynów. En 2006, il entre au conseil national du parti, et en 2007, il devient secrétaire de la région de Mazovie. Lors des élections de 2006, il est élu au conseil de la ville de Varsovie, où il prend la tête du groupe des conseillers de la Plateforme civique. L'année suivante, il se présenté sans succès aux élections parlementaires. En 2010, il remplace Stefan Kotlewski au poste de vice-maréchal de la voïvodie de Mazovie.
Lors des élections de 2010, il a obtenu un mandat de conseiller du conseil régional de Mazovie (IVe législature). La même année, il est devenu membre du conseil régional en tant que vice-maréchal.
Lors des élections législatives de 2011, il a obtenu un mandat de député à la Diète pour la VIIe législature dans la circonscription de Varsovie. En conséquence, il a démissionné de ses fonctions dans l'administration locale. En 2013, il a rejoint la Commission parlementaire pour les services spéciaux, en remplacement de Konstanty Miodowicz.
Le 3 février 2015, il a été nommé secrétaire d'État à la Chancellerie du Premier ministre et chef de cabinet de la Première ministre Ewa Kopacz. La même année, il s'est présenté aux élections législatives en tant que leader de la liste de la PO dans la circonscription de Płock, obtenant 16 271 voix et un nouveau mandat de député. Au cours de la VIIIe législature, il a siégé à la Commission des finances publiques, à la Commission de la défense nationale et à la Commission extraordinaire pour l'examen des projets de loi en matière de droit électoral. En février 2016, il est devenu membre du conseil national de la PO, et en décembre de la même année, il a été élu président du parti à Varsovie.
Lors des élections de 2019, il a de nouveau obtenu un mandat de député, candidat sous la bannière de la Coalition civique, avec 30 013 voix. En 2020, il a été nommé secrétaire général de la Plateforme civique par le conseil national du parti. Lors des élections de 2023, il a été réélu député avec 51 828 voix.
Le 12 décembre 2023, la Diète de la Xe législature l'élit ministre de l'Intérieur et de l'Administration dans le troisième gouvernement de Donald Tusk. Le lendemain, il est officiellement nommé à ce poste par le président de la République, Andrzej Duda. En janvier 2024, il est nommé par le président membre du Conseil du dialogue social. Avant les élections européennes de 2024, il obtient la première place sur la liste de la Coalition civique dans la circonscription de Varsovie, ce qui l'amène à démissionner de ses fonctions gouvernementales le 13 mai 2024. Lors du vote de juin 2024, il obtient un mandat de député européen pour la Xe législature avec 143 179 voix.
Le 26 septembre 2024, il revient au sein du Conseil des ministres en tant que ministre sans portefeuille, chargé de la coordination des actions liées à la reconstruction des zones touchées par les inondations de 2024. À la suite de cette nomination, il démissionne de son mandat de député européen et est remplacé par Hanna Gronkiewicz-Waltz. Le 23 juillet 2025, il est de nouveau nommé ministre de l'Intérieur et de l'Administration dans le gouvernement Tusk et prend ses fonctions le lendemain.